# Åke Söderblom
Åke Söderblom (20 de enero de 1910 - 22 de mayo de 1965) fue un actor y letrista de nacionalidad sueca.

## Biografía
Nacido en Fritsla, Suecia, su nombre completo era Åke Fridolf Söderblom. 
Conocido por su trabajo como actor cómico, Söderblom hizo su primera revista en 1927, llegando a ser una de las grandes estrellas del género, sobre todo gracias a sus actuaciones en los teatros Södra Teatern y Scalateatern de Estocolmo.
Åke Söderblom escribió miles de cuplés, canciones y meldías musicales, a menudo en colaboración con Jules Sylvain. Entre sus múltiples composiciones pueden mencionarse Tangokavaljeren (1932), Jag kommer i kväll under balkongen (1932), Kan du vissla Johanna?, Två små fåglar på en gren, Vi har så mycket att säga varandra y Klart till drabbning (1937). 
Trabajó a menudo con Thor Modéen, Åke Grönberg y Börje Larsson. Con el último formó el dúo Stor-Slam och Lill-Slam, siendo Söderblom Lill-Slam. Entre las actrices con las que hizo pareja figuran Annalisa Ericson y Sickan Carlsson. Söderblom actuó en numerosas producciones cinematográficas, destacando de entre ellas Gentleman att hyra (1940), Spökreportern (1941) y Löjtnantshjärtan (1942). Además, y junto al letrista Fritz Gustaf Sundelöf, escribió varios guiones y canciones con el pseudónimo Dom Där.
Söderblom tuvo su apogeo en las décadas de 1930 y 1940. A partir de entonces, y aunque continuó actuando con frecuencia en el cine, su carrera artística menguó, obteniendo malos resultados tanto de crítica como de taquilla.
Åke Söderblom falleció en 1965 durante un descanso en la representación de la comedia Himmelssängen, que se exhibía en el Lisebergsteatern de Gotemburgo. Fue enterrado en el Cementerio de Lidingö.
Había estado casado con la actriz Ann Mari Ström, con la que tuvo una hija, Lena Söderblom, también actriz. Tras divorciarse la pareja, ella se casó con el director Carl Johan Ström. Su segunda esposa fue la actriz Anna-Lisa Söderblom, cuyo apellido de soltera era Nilsson. También divorciado, Söderblom volvió a casarse, en esta ocasión con Gun Franzén. Durante un tiempo, en los años 1930 el actor estuvo comproemtido con Lizzy Stein. 

## Teatro
- 1933 : Folkets gröna ängar, de Åke Söderblom, Tor Bergström, Sten Axelson y Gösta Chatham, escenografía de Ragnar Klange, Folkets hus teater[2]
- 1934 : Sol över Söder, Södra Teatern[3]
- 1936 : Klart söderut, de Kar de Mumma y Åke Söderblom, escenografía de Björn Hodell, Södra Teatern[4][5]
- 1937 : Karl Gerhards vershus, de Karl Gerhard, Folkan[6]
- 1943 : Marsch till Söder, de Tor Bergström, Gösta Stenberg y Åke Balltorp, escenografía de Karl Kinch, Södra Teatern[7]
- 1944 : Serenad, de Staffan Tjerneld y Lajos Lajtai, escenografía de Leif Amble-Naess, Teatro Oscar[8]
- 1948 : Stockholm hela dan, de Kar de Mumma, escenografía de Douglas Håge, Södra Teatern[9]
- 1949 : Söder ställer ut, de Kar de Mumma, Nils Perne y Sven Paddock, escenografía de Sven Paddock y Egon Larsson, Södra Teatern[10]
- 1960 : Hagge Geigerts Visby-revy: Ett spel om den väg som till ruinen bär, de Hagge Geigert, escenografía de Hagge Geigert, Borgen (Visby)[11]
- 1961 : Alltsedan Adam och Eva, de Poul Sørensen y Erik Fiehn, escenografía de Egon Larsson, Scalateatern[12]

## Filmografía

### Actor
- 1933 : Den farliga leken
- 1934 : Hon eller ingen
- 1934 : Eva går ombord
- 1934 : Pettersson - Sverige
- 1935 : Kärlek efter noter
- 1935 : Ebberöds bank
- 1936 : Annonsera!
- 1937 : En sjöman går iland
- 1937 : O, en så'n natt!
- 1937 : Klart till drabbning
- 1937 : Ryska snuvan
- 1938 : Julia jubilerar
- 1938 : Blixt och dunder
- 1938 : Kustens glada kavaljerer
- 1939 : Kadettkamrater
- 1939 : Rena rama sanningen
- 1939 : Landstormens lilla Lotta
- 1939 : I deklarationstider
- 1940 : Snurriga familjen
- 1940 : Kyss henne!
- 1940 : Vi Masthuggspojkar
- 1940 : Gentleman att hyra
- 1940 : Lillebror och jag
- 1941 : Fröken Vildkatt
- 1941 : I natt - eller aldrig
- 1941 : Springpojkar är vi allihopa
- 1941 : Spökreportern
- 1941 : Stackars Ferdinand
- 1941 : Alla tiders krigare
- 1942 : En trallande jänta
- 1942 : Livet på en pinne
- 1942 : Löjtnantshjärtan
- 1942 : Sexlingar
- 1942 : Djurgårdsmässan
- 1943 : Prästen som slog knockout
- 1943 : Hans majestäts rival
- 1943 : Lille Napoleon
- 1944 : Lilla helgonet
- 1945 : 13 stolar
- 1945 : Hans Majestät får vänta
- 1945 : Idel ädel adel
- 1946 : Försök inte med mej ..!
- 1947 : Maj på Malö
- 1947 : Bruden kom genom taket
- 1948 : Glada paraden
- 1948 : Kärlek, solsken och sång
- 1948 : Flottans kavaljerer
- 1949 : Boman får snurren
- 1949 : Vi flyger på Rio
- 1949 : Jungfrun på Jungfrusund
- 1949 : Svenske ryttaren
- 1950 : Södrans revy
- 1950 : Stjärnsmäll i Frukostklubben
- 1950 : Motorkavaljerer
- 1950 : Svensk vardag
- 1951 : Biffen och Bananen
- 1951 : Sköna Helena
- 1951 : Min vän Oscar
- 1952 : 69:an, sergeanten och jag
- 1952 : Åke klarar biffen
- 1952 : Blondie, Biffen och Bananen
- 1952 : Snurren direkt
- 1954 : Flottans glada gossar
- 1954 : Aldrig med min kofot eller Drömtjuven
- 1954 : Två sköna juveler
- 1954 : Brudar och bollar
- 1955 : Flicka i kasern
- 1955 : Den glade skomakaren
- 1955 : Flottans muntergökar
- 1955 : Karusellen i fjällen
- 1956 : Sista natten
- 1957 : Klarar Bananen Biffen?
- 1958 : Kostervalsen
- 1960 : På mitt eget sätt
- 1961 : Lek ej med kärleken
- 1964 : Tre dar på luffen
- 1964 : Blåjackor
- 1965 : Här kommer bärsärkarna

## Director
- 1949 : Boman får snurren
- 1942 : Sexlingar